# Liste de personnalités liées à Montrouge
Liste de personnalités étant nées ou ayant vécu dans la ville de Montrouge (Hauts-de-Seine).

## Personnalités

### Personnalités nées à Montrouge

#### XIXesiècle
- Amaury-Duval (16 avril 1808 - Paris, 25 décembre 1885), peintre, élève d'Ingres.
- Maurice Arnoux (7 septembre 1895 - Angivillers, 6 juin 1940), aviateur.
- Madeleine Bloy-Souberbielle (9 mars 1897 - Meudon, 9 août 1990), violoniste et compositrice, fille de Léon Bloy.
- Émile Boutroux (28 juillet 1845 - Paris, 22 novembre 1921), philosophe, membre de l'Académie française.
- Émile Chatelain (25 novembre 1851 - Paris, 26 novembre 1933), journaliste.
- Esther Chevalier (13 septembre 1852 - juin 1936), artiste lyrique
- Paul Destez (1854-1924), artiste peintre et illustrateur.
- Maurice Jametel (11 juin 1856 - Paris, 17 mai 1889), diplomate et écrivain.
- Raoul Pugno (23 juin 1852 - Moscou, 3 janvier 1914), compositeur et pianiste.
- Xavier Raspail (2 décembre 1840 - Gouvieux, 24 décembre 1926), médecin.
- Émile Wiriot (21 septembre 1849 - Paris, 29 avril 1935), industriel.
- Louis Breitel (19 juin 1866 - Paris, 22 septembre 1901), sculpteur.

#### XXesiècle
- Régis Blachère (30 juin 1900 - Paris, 7 août 1973), orientaliste.
- Gérard Brach (23 juillet 1927 - Paris, 9 septembre 2006), scénariste.
- Jean-Roger Caussimon (24 juillet 1918 - Paris, 20 octobre 1985), acteur, poète, et chanteur compositeur libertaire.
- Marcel Chevalier (28 février 1921 - Vendôme, 8 octobre 2008), dernier bourreau de France.
- Pierre Collet (10 mars 1914 - Paris, 30 octobre 1977), acteur.
- Élisée Alban Darthenay (3 janvier 1913 - Sièges, 11 avril 1944), militaire et résistant.
- Pierre Descargues (22 septembre 1925 - Chevilly-Larue, 20 janvier 2012), militaire et résistant.
- Jacques Dynam (30 décembre 1923 - Paris, 11 novembre 2004), de son vrai nom Jacques Barbé, acteur.
- Raymond Federman (15 mai 1928 - San Diego, 6 octobre 2009), écrivain américain.
- Stéphane Golmann (19 septembre 1921 - Québec, 8 avril 1987), journaliste.
- William Grover-Williams (16 janvier 1903 - Sachsenhausen, mars 1945), pilote automobile et agent secret.
- Jérôme Lejeune (13 juin 1926 - Paris, 3 avril 1994), biologiste, découvreur de la trisomie 21 et premier président de l'Académie pontificale pour la vie.
- Philippe Lejeune (15 novembre 1924 - Étampes, 24 avril 2014), artiste peintre.
- Rémy Lejeune (7 octobre 1932 - Paris, 17 juillet 1996), dessinateur, graveur et peintre.
- Jeannette Mac Donald (3 mai 1918 - 1er mai 1999), artiste du cirque.
- Jano Merry (11 août 1930 - Paris, 9 novembre 2016), de son vrai nom Jean Mourier, danseur et « lanceur » de la mode bebop en France.
- René Metge (23 octobre 1941 -), pilote automobile.
- Henri Mouillefarine (1er août 1910 - Clamart, 21 juillet 1994), coureur cycliste.
- Jean-Louis Olry (6 août 1946), céiste.
- Michel Pech (4 juin 1946), footballeur.
- Madeleine Rousset (8 janvier 1922 -), comédienne.
- Claude Sautet (23 février 1924 - Paris, 22 juillet 2000), scénariste et réalisateur.
- Évelyne Sullerot (10 octobre 1924 -), sociologue et militante féministe.
- Édith Thomas (23 janvier 1909 - Paris, 7 décembre 1970), romancière, archiviste, historienne et journaliste. La place Édith-Thomas, située porte d'Orléans dans le 14e arrondissement de Paris près de Montrouge, a été nommée en sa mémoire par le Conseil de Paris.

### Personnalités mortes à Montrouge

#### XVIIIesiècle
- Élie Fréron (né le 20 janvier 1718, décédé à Montrouge le 10 mars 1776), journaliste, y possédait une maison.

#### XIXesiècle
- Sylvain Maréchal (né le 15 août 1750, décédé à Montrouge le 18 janvier 1803), écrivain, poète et pamphlétaire.
- Jacques Martin Cels (né le 17 juin 1740, décédé à Montrouge le 15 mai 1806), botaniste spécialisé en horticulture, pépiniériste au Petit Montrouge.
- Franz Joseph Gall (né le 9 mars 1758, décédé à Montrouge le 22 août 1828), médecin.
- Jean Hippolyte Colins de Ham (né le 23 décembre 1783, décédé à Montrouge en 1859), sociologue.

#### XXesiècle
- Raymond Barthélemy (né le 1er juin 1883, décédé à Montrouge le 3 octobre 1902), sculpteur.
- Lucienne Bogaert (né le 6 janvier 1892, décédée à Montrouge le 4 février 1983), actrice.
- Édouard Boubat (né le 13 septembre 1923, décédé à Montrouge le 30 juin 1999), photographe.
- Madeleine Brès (née Gebelin le 26 novembre 1842, décédée à Montrouge le 30 novembre 1921), pédiatre, première femme à accéder aux études de médecine en France[1].
- Pierre Colombier (né le 18 mars 1896, décédé à Montrouge le 25 janvier 1958), cinéaste.
- Robert Doisneau (né le 14 avril 1912, décédé à Montrouge le 1er avril 1994), photographe.
- René Jouglet (né le 19 mai 1884, décédé à Montrouge le 24 août 1961), écrivain.
- Henri Lemoine (né le 17 juin 1909, décédé à Montrouge le 21 septembre 1991), coureur cycliste.
- Jean Morel (né le 10 octobre 1854, décédé à Montrouge le 7 février 1927), homme politique.

#### XXIesiècle
- Jean Giraud « Mœbius » (né le 8 mai 1938, décédé à Montrouge le 10 mars 2012), dessinateur et scénariste de bande dessinée.
- Clarissa Jean-Philippe, policière municipale de Montrouge, a été assassinée le 11 janvier 2015 lors d'une attaque terroriste, pendant les attentats de janvier 2015. L'allée Clarissa-Jean-Philippe lui rend hommage depuis, dans le quartier du Petit-Montrouge, dans le 14e arrondissement de Paris.

### Personnalités ayant vécu à Montrouge

#### XVIIIesiècle
- Louis-César de La Baume Le Blanc de La Vallière (1708-1780), militaire et bibliophile, capitaine des chasses de la capitainerie royale de Montrouge et Grand Fauconnier de France en 1748, se fit construire, vers 1750, un château, aujourd'hui remplacé par l'hôtel de ville de Montrouge.

#### XIXesiècle
- Léon Bloy (1846-1917), romancier et essayiste, vécut cité Rondelet à Montrouge, où il subit la disparition d'un second fils.
- Alexandre Boutique (1851-1923), romancier, ami et voisin de Léon Bloy.
- Théophile Gautier (1811-1872). Sa maison est le presbytère à l'angle de l'avenue Verdier et de la rue Victor-Hugo[2].

#### XXesiècle
- Odile Astié, (1941-1980), actrice et première cascadeuse française, a passé son enfance à Montrouge (sa tombe est située dans le cimetière de Montrouge)
- André Bergeron (né le 1er janvier 1922 à Suarce), secrétaire général de la CGT-FO de 1963 à 1989, a résidé à Montrouge, résidence Buffalo.
- Yves Brusco (dit Vivi), (né en 1957), membre du groupe Trust, a passé son enfance à Montrouge, rue Maurice-Arnoux.
- Christine Caron (né le 10 juillet 1948 à Paris), dite Kiki Caron, ancienne championne de natation.
- Coluche (1944-1986), né Michel Colucci, dit  humoriste, a passé son enfance à Montrouge ; il est enterré au cimetière de Montrouge[3].
- Jean Delpech (1916-1988), artiste peintre et graveur, grand prix de Rome de gravure 1948, a résidé et travaillé à Montrouge[4], où son beau-père Robert Collard est propriétaire d'un pavillon et de l'« Atelier Lortac » au 16, rue Gutenberg (voir Lortac ci-dessous).
- Jean-Claude Deret né Breitman (1921-2016), auteur, scénariste, acteur, réalisateur.
- Alexandre Desplat (né le 23 août 1961 à Paris), compositeur a vécu à Montrouge avec ses parents et ses sœurs.
- Robert Doisneau (1912-1994), photographe. Né à Gentilly, s'installe à Montrouge en 1937.
- Olivier Doran (né le 1er juillet 1963 à Paris), scénariste, comédien, réalisateur. Ancien gendre de Maria Nowak, a vécu rue Camille-Pelletan de 1997 à 1999.
- André Fougeron, (1913-1998), peintre, a vécu et a travaillé à Montrouge, à partir de 1943.
- Jean-Jacques Goldman, (né le 11 octobre 1951 à Paris), auteur, compositeur et chanteur. Il a passé la plus grande partie de sa vie à Montrouge et réside aujourd'hui à Londres[5].
- Piotr Kowalski (1927-2004), artiste plasticien. Né à Lvov, il s'installe à Montrouge en 1957.
- Fernand Léger (1881-1955) y habita, et y dirigea une école de peinture.
- Marc Lacombe (né le 28 octobre 1966), journaliste. À grandi à Montrouge.
- Jean Legros (1917-1981), artiste peintre abstrait géométrique, vécut rue de la Vanne.
- Lortac (pseudonyme de Robert Collard - 1884-1973), pionnier du film d'animation (débuts en 1916), a acheté en 1922 une maison au 16, rue Gutenberg qui est devenue le premier studio de dessin animé publicitaire de cette période (« Atelier Lortac »[6]). Ayant cessé son activité après la deuxième guerre mondiale, il y a habité jusqu'à sa mort. Sa fille Micheline est l'épouse du graveur Jean Delpech, également domicilié à Montrouge (voir Jean Delpech ci-dessus).
- Pablo Picasso (1881-1973), tenta de se consoler de la disparition d'Eva Gouel dans un nouvel atelier situé à Montrouge au 22, rue Victor Hugo[7]. Avec la complicité d'Apollinaire, il y organise l'enlèvement d'Irène Lagut, séquestrée volontaire, en août 1916[8], à son retour de Rome où il a peint pour Jean Cocteau, attaché culturel en mission militaire, le rideau de scène de Parade. Il y habite, entre de nombreux voyages, jusqu'au 15 octobre 1918.
- Marceau Pivert, leader de la tendance gauche révolutionnaire à la SFIO durant le Front populaire, fondateur du PSOP, il débute comme instituteur à Montrouge après la première guerre mondiale
- Laurent Preziosi, (1912-2010), héros de la résistance corse, membre de la première mission secrète Pearl Harbour. Il a habité à Montrouge de 1959 à 2010.
- Nathalie Simon (née le 25 octobre 1964 à Neuilly-sur-Seine), ancienne véliplanchiste et animatrice télé a vécu plusieurs années rue Camille-Pelletan. Présente La Carte aux trésors sur France 3.
- Valentine Tessier (1892-1981), actrice, passe son enfance à Montrouge.
- Claude Viseux (1927-2008), peintre, sculpteur et graveur, vécut rue de la Vanne à Montrouge de 1957 à 1968.

#### XXIesiècle
- Carole Gaessler (née le 23 février 1968 à Thionville), journaliste sur France 2 et France 5, Montrougienne depuis 2002[9].
- Virginie Ledoyen (née le 15 novembre 1976 à Paris), actrice française, y vit depuis 2003.
- Ariane Mnouchkine (née le 3 mars 1939 à Boulogne-Billancourt), metteur en scène de théâtre, a résidé à Montrouge.
- Adrien Moerman (né le 7 août 1988 à Fontenay-aux-Roses), joueur de basket-ball, international français, a grandi à Montrouge, résidence Émile Boutroux.Il évolue au Anadolu Efes Spor Kulübü.
- Bernard Pivot (né le 5 mai 1935 à Lyon), journaliste. À vécu à Montrouge entre 2003 et 2007.
- Atiq Rahimi (né le 26 février 1962 à Kaboul), prix Goncourt 2008, habite Montrouge.
- François Roy (né en 1956), montrougien, acteur et compositeur de musiques de films.
- Sir Samuel, né Fabien Philetas (né en 1977 à Sarcelles), membre du groupe de rap Saïan Supa Crew.
- Sly the Mic Buddah, né Silvere Johnson (né le 26 juin 1974), membre du groupe de rap Saïan Supa Crew.
- Sébastien Smirou (né en 1972 à Niort), poète, écrivain et psychanalyste, vit et travaille à Montrouge.
- Christiane Taubira (née le 2 février 1952 à Cayenne), femme politique[10].
- Guillaume Werle (né en 1968 à Bruxelles), sculpteur belgo-américain, vit et travaille à Montrouge.

### Autres
- L'Atelier de Montrouge : célèbre atelier d'architecture, souvent désigné par les initiales AtM, créé par Jean Renaudie, Pierre Riboulet, Gérard Thurnauer et Jean-Louis Véret, actif entre novembre 1958 et 1983. Il réalise dans la ville une crèche (19, rue Hippolyte-Mulin) ainsi que la caserne des pompiers (SPM, 53, rue de la Vanne). L'atelier était installé dans un pavillon en fond de cour au 32, rue d'Estienne-d'Orves.
- René Barthélemy (1889-1954), pionnier de la mise au point du téléviseur au sein du laboratoire de recherche sur la télévision à la Compagnie des compteurs à Montrouge. Il assura la première émission télévisée en France le 14 avril 1931.
- Henri Decaux (né le 4 juillet 1887 à Vienne, Autriche), architecte français actif à Montrouge[11].
- Gustave Fremont (1872-1930), créateur du cirage Lion Noir.
- Henri Ginoux (1909-1994), maire de Montrouge de 1958 à 1994, conseiller général de la Seine puis des Hauts-de-Seine et député des Hauts-de-Seine.
- Robert Lesbounit (1904-1989) était un dessinateur, peintre et sculpteur qui s'est consacré à l'art monumental, notamment en participant à la réalisation de fresques à l'église Saint-Jacques-le-Majeur.
- Jacques-Paul Migne (1800-1875), prêtre, premier éditeur de masse, a publié la plus importante collection de textes latins et grecs des pères de l'Église.
- Auguste Ponsot, inventeur du papier d'Arménie avec le pharmacien Henri Rivier, dans un petit laboratoire de Montrouge.
- Patrick Saussois (né le 24 juin 1954 à Paris), guitariste de jazz. Il organise chaque année une nuit du jazz manouche au théâtre de Montrouge.
- Paul Lacombe (né le 13 mars 1997 à Senlis), joueur professionnel de Black Jack ayant révolutionné le monde des jeux d'argent en créant une nouvelle méthode de triche : le "Ruffier".

#### Sportifs ayant évolué dans des clubs montrougiens
Cette liste recense des sportifs de niveau international, ou notables, ayant à un moment de leur parcours évolué dans un club montrougien, mais n'y sont pas nés et n'y ont pas habité. 
- Tiémoué Bakayoko (né le 17 août 1994 à Paris) : joueur de football, international français, passé par le Montrouge FC (2006-2008), évoluant au PAOK Salonique (Super League 1, Grèce).
- Habib Bamogo (né le 8 mai 1982 à Paris) : ancien joueur de football, international burkinabé, passé par le SM Montrouge 92 (1993-1995). Recruteur au Everton FC (Premier League, Angleterre).
- Demba Ba (né le 25 mai 1985 à Sèvres) : ancien joueur de football, international sénégalais, passé par le SM Montrouge 92 (2001-2005), actuellement Directeur du football à l'USL Dunkerque (Ligue 2, France).
- Hatem Ben Arfa (né le 7 mars 1987 à Clamart) : joueur de football, international français, passé par le SM Montrouge 92 (1996-1998), son dernier club connu est le LOSC Lille (Ligue 1, France).
- Ludovic Blas (né le 31 décembre 1997 à Colombes) : joueur de football professionnel, international français U17 / U19 / U20, passé par le Montrouge FC (2009-2013), évoluant au Stade Rennais (Ligue 1, France).
- Marvin Martin (né le 10 janvier 1988 à Paris) : ancien joueur de football, international français, passé par le SM Montrouge 92 (1996-2002), actuellement entraîneur adjoint au Hyères Football Club (National 2, France).
- Yaya Sanogo (né le 27 janvier 1993 à Massy) : joueur de football professionnel, international français en équipes de jeunes (U16 / U17 / U19 / U20 / Espoirs), passé par le Montrouge FC (2004-2005), évoluant au Amazonas FC (Brasileiro Série B, Brésil).

## Pour approfondir